# Кай-Міхаель Данкл
Кай-Міхаель Данкл (нім. Kay-Michael Dankl, нар. 29 жовтня 1988, Грац, Штирія, Австрія) — австрійський політичний діяч лівого спрямування. Депутат ландтагу землі Зальцбург з 2023 року, до цього був депутатом міської ради Зальцбурга (2019–2023) від коаліції KPÖ Plus на чолі з Комуністичною партією Австрії та лідером молодіжної організації партії «Зелені — Зелена альтернатива» (2015–2017).

## Біографія
Народився у Граці, але разом з сім'єю переїхав до Зальцбурга, де закінчив початкову школу та Федеральну гімназію, а потім в американське місто Тусон (штат Аризона), де закінчив середню школу. У 2005 році повернувся до Зальцбурга та вступив на історичний факультет Зальцбурзького університету, де згодом працював асистентом. Після отримання диплома проходив службу за кордоном у Раді Європи у Страсбурзі з серпня 2013 року до липня 2014 року.
Станом на 2023 рік проживає у Зальцбурзі та працює екскурсоводом у музеї.

## Політична діяльність
З 2009 до 2013 рік працював в Австрійському студентському союзі як науковий представник з історії та консультант з освітньої політики, де включився до студентського руху. Брав участь у студентських протестах 2009—2010 років, з 2007 до 2012 рік брав активну участь у політичних дебатах, зокрема міжнародних. Також брав участь у низці громадських ініціатив, як-от «Платформа проти правих» і «Солідарний Зальцбург». У цей же період вступив до молодіжної організації партії «Зелені — Зелена альтернатива». У 2015 році був обраний національним головою «Молодих зелених», у 2017 році також очолив Майстерню зеленої освіти у Зальцбурзі.
У березні 2017 року внаслідок конфлікту між керівництвом партії та її молодіжною організацією остання була розпущена. Данкл виступив ініціатором об'єднання молодих «зелених» у платформу PLUS — Plattform Unabhängig&Solidarisch, яка увійшла до коаліції KPÖ Plus, сформовану Комуністичною партією Австрії під час підготовки до парламентських виборів 2017. У 2018 році увійшов до складу сформованої колишнім активом «Молодих зелених» організації «Молоді ліві», близька до КПА, яка увійшла до коаліції KPÖ Plus.
На виборах до муніципальної ради Зальцбурга, які відбулися 10 березня 2019 року, очолив список KPÖ Plus. Коаліція змогла подолати прохідний поріг, отримавши 3,7 % голосів виборців й отримати 1 мандат. З 8 травня 2019 року до 23 квітня 2023 року — депутат муніципальної ради та член його Ревізійної комісії.
Данкл називав своїм прикладом для наслідування лідера окружної організації КПА у Граці Ельке Кар і, як і вона, жертвував більшу частину своєї зарплати (загалом понад 20 000 євро з 2019 року) на соціальні потреби.
На виборах до ландтагу землі Зальцбург у квітні 2023 року очолив список KPÖ Plus, зробивши темою своєї передвиборчої кампанії забезпечення доступності житла та запровадження безумовного базового доходу. За результатами виборів, KPÖ Plus у 20 разів наростила свій результат (з 0,4 % до 11,7 %) і вперше з 1949 року пройшла у ландтаг, отримавши 4 мандати.